# Anthony Heald
Philip Anthony Mair Heald (New Rochelle, 25 augustus 1944) is een Amerikaans acteur. Hij werd in zowel 2003 als 2004 genomineerd voor een Golden Satellite Award voor zijn rol als Scott Guber, de sociaal ongemakkelijke conrector van een middelbare school in de dramaserie Boston Public. Hij werd in 1988 genomineerd voor een Tony Award voor zijn spel in de musical Anything Goes en opnieuw in 1995 voor dat in het toneelstuk Love! Valour! Compassion!.
Heald maakte zijn acteerdebuut in 1976 in de televisiefilm Judge Horton and the Scottsboro Boys en was zeven jaar later in Silkwood voor het eerste te zien op het witte doek. Dat bleek zijn eerste van meer dan twintig rollen in bioscoopfilms. In 1994 was Heald daarnaast voor het eerst te zien als wederkerend personage in een televisieserie, Under Suspicion. Daarvoor speelde hij al regelmatig eenmalige gastrolletjes, zoals in Miami Vice, Cheers en Murder, She Wrote. Heald gaf later ook gestalte aan wederkerende personages in onder meer The Practice en Boston Legal. In één aflevering van The Practice verscheen Heald als Scott Guber, hetzelfde personage dat hij speelde in meer dan tachtig afleveringen van Boston Public.

## Filmografie
*Exclusief televisiefilms
| - Alone (2020) - Accepted (2006) - X-Men: The Last Stand (2006) - Red Dragon (2002) - The Ruby Princess Runs Away (2001) - Proof of Life (2000) - 8MM (1999) - Deep Rising (1998) - A Time to Kill (1996) - Bushwhacked (1995) - Kiss of Death (1995) - The Client (1994) - The Pelican Brief (1993) | - The Ballad of Little Jo (1993) - Searching for Bobby Fischer (1993) - Whispers in the Dark (1992) - The Super (1991) - The Silence of the Lambs (1991) - Postcards from the Edge (1990) - Orphans (1987) - Happy New Year (1987) - Outrageous Fortune (1987) - The Beniker Gang (1985) - Teachers (1984) - Silkwood (1983) |

## Televisieseries
*Exclusief eenmalige gastrollen
- Monday Mornings - Mitch Tompkins (2013, vier afleveringen)
- Boston Legal - Rechter Harvey Cooper (2005-2008, acht afleveringen)
- Boston Public - Scott Guber (2000-2004, 81 afleveringen)
- The Practice - Rechter Wallace Cooper (2000-2001, drie afleveringen)
- Liberty! The American Revolution - Philip Vickers Fithian (1997, zes afleveringen)
- Under Suspicion - Martin Fox (1994, twee afleveringen)

- Bibliothèque nationale de France: cb13942488s (data)
- Gemeinsame Normdatei: 1233400657
- International Standard Name Identifier: 0000 0001 1467 1479
- Library of Congress Control Number: no94027857
- MusicBrainz: 97ae6148-5dd6-46b0-8236-13d1adf806b6
- Nationale Bibliotheek van Israël: 987007446927405171
- SNAC: w65v6knt
- Système universitaire de documentation: 129673323
- Virtual International Authority File: 56189190
- WorldCat: E39PBJdMg6YyM9pr3PvjyKPCwC